# الکساندر گراناخ
الکساندر گراناخ (انگلیسی: Alexander Granach؛ ۱۸ آوریل ۱۸۹۳ – ۱۴ مارس ۱۹۴۵) هنرپیشه پرطرفدار آلمانی در دهه‌های ۱۹۲۰ و ۱۹۳۰ میلادی بود که در سال ۱۹۳۸ به ایالات متحده مهاجرت کرد.
از فیلم‌هایی که وی در آن نقش داشته است می‌توان به نوسفراتو، حادثه، نینوتچکا و ۱۹۱۴ اشاره کرد.